# Louvigné-de-Bais
Louvigné-de-Bais is een gemeente in het Franse departement Ille-et-Vilaine (regio Bretagne). De plaats maakt deel uit van het arrondissement Fougères-Vitré. Louvigné-de-Bais telde op 1 januari 2022 1.874 inwoners.

## Geografie
De oppervlakte van Louvigné-de-Bais bedroeg op 1 januari 2022 15,37 vierkante kilometer; de bevolkingsdichtheid was toen 121,9 inwoners per km².

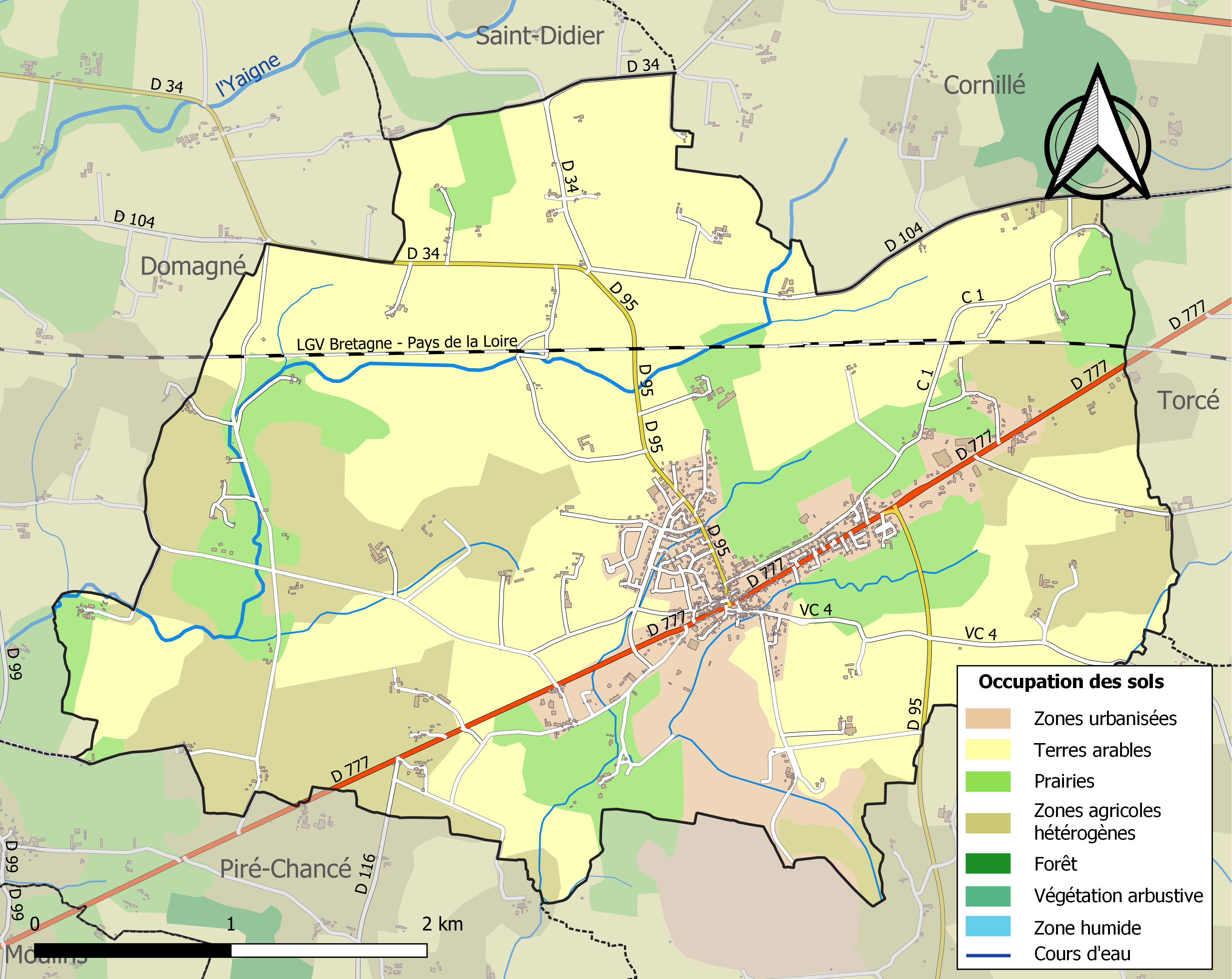
Kaart van de gemeente met belangrijkste infrastructuur, bodemgebruik en omliggende gemeenten

## Demografie
Onderstaande figuur toont het verloop van het inwonertal, bron: INSEE-tellingen. 